# Antoaneta Stefanova

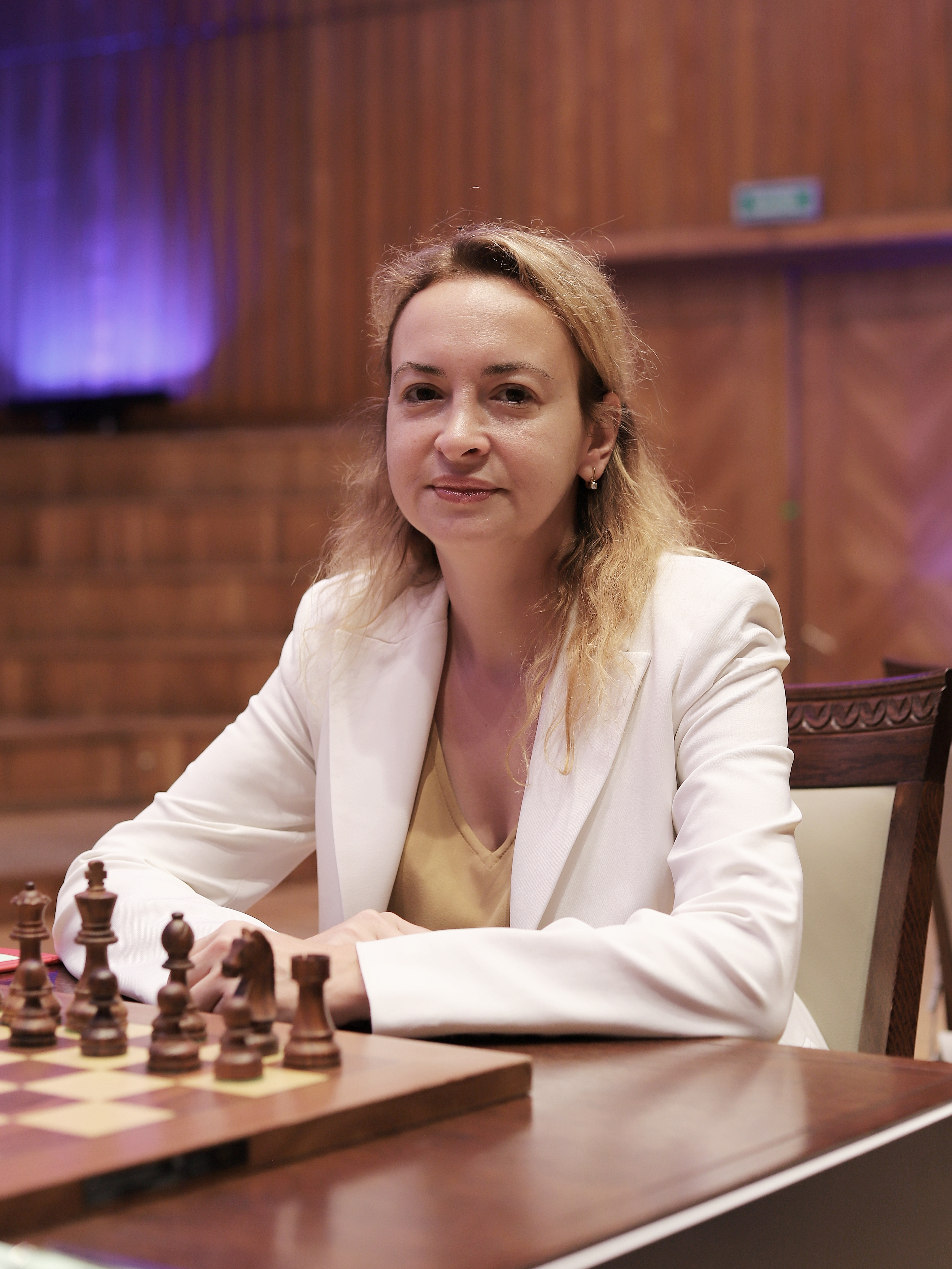
Antoaneta Stefanova (2022)

Antoaneta Stefanova (Bulgaars: Антоанета Стефанова) (Sofia, 19 april 1979) is een Bulgaarse schaakster. Ze is grootmeester (GM).  Van 2004 tot 2006 was wereldkampioen bij de vrouwen. In de Schaakolympiade was ze in 2000 deel van het Bulgaarse team in het open toernooi, sinds 1992 speelde ze met het Bulgaarse vrouwenteam in het vrouwentoernooi. 

## Schaakcarrière
Stefanova werd in 1979 geboren in Sofia, de hoofdstad van Bulgarije. Toen ze vier jaar oud was kreeg ze schaakles van haar vader, Andon Stefanov. 
- In 1989 won Stefanova in Aguadilla, Puerto Rico, het Wereldkampioenschap schaken voor jeugd in de categorie meisjes tot 10 jaar.
- In 1992 werd Stefanova in Rimavská Sobota Europees kampioen bij de meisjes tot 14 jaar.
- In 1992, nam ze, 13 jaar oud, in Manilla (Philippijnen), voor de eerste keer deel aan een Schaakolympiade.[1]
- Stefanova won in 1995 het Bulgaarse schaakkampioenschap voor vrouwen.
- In 1997 werd ze op het 4e internationale schaaktoernooi van Hawaii met 7 pt. uit 10 gedeeld vierde. Hierdoor behaalde Stefanova haar eerste norm voor de grootmeestertitel.[2]

In january 1998 steeg haar Elo-rating tot in de top 10 van de vrouwen-wereldranglijst.
Vanaf 1997 heeft ze veel open toernooien gespeeld, waarvan ze er een aantal heeft gewonnen, zoals Bolzano 1999, Salou 2000 en Andorra 2001. 
- In 2000 speelde ze in Istanboel met het Bulgaarse team in het open toernooi van de 34e Schaakolympiade.[4]
- In 2001 werd Stefanova gedeeld eerste (tweede via "countback") op het 19e Andorra Open.[5]
- In juni 2002 won Stefanova het 3e Europees schaakkampioenschap voor vrouwen, dat werd gehouden in Varna, Bulgarije.[6]
- In juli 2002 won ze het Wismilak International round-robin toernooi in Soerabaya, Indonesië, met 9½ pt. uit 11 en performance rating 2750.[7]

In juli 2002 verkreeg Stefanova de titel grootmeester, ze was de negende vrouw die deze titel verkreeg.
- In juni 2004 werd ze in Elista (Kalmukkie) wereldkampioen bij de vrouwen door het knock-outtoernooi, met 64 speelsters, te winnen.[9]

In Nederland heeft Stefanova in 2002, 2004 en 2005 meegespeeld in de B-Groep van het Corus-toernooi, in Wijk aan Zee. Ze eindigde telkens in de middenmoot. In 2004 behaalde ze 6 pt. uit 13 met rating performance 2537, ze werd toen negende van de veertien deelnemers.
- In 2005 werd ze als vrouwenwereldkampioen uitgenodigd voor het Essent-toernooi in Hoogeveen. Ze eindigde als vierde met 2 uit 6.
- In juli 2005 werd in Krasnotoerinsk (Rusland) het dames supertoernooi North Urals Cup 2005 met 6 pt. uit 9 gewonnen door de Indiase grootmeester bij de dames Humpy Koneru. Na de tie-break werd de Chinese grootmeester bij de dames Xu Yuhua tweede met 5½ punt terwijl de Russin Aleksandra Kostenjoek (ook grootmeester) met 5½ punt derde werd. Antoaneta Stefanova ten slotte werd tiende met 3 punten.
- In 2006 verdedigde Stefanova haar titel bij het wereldkampioenschap in Jekaterinenburg, maar werd al in de tweede ronde uitgeschakeld. Daarnaast eindigde ze als gedeeld 3e in het Europees kampioenschap voor vrouwen.
- In 2008 won Stefanova de North Urals Cup in Krasnotoerinsk[11] en het individuele rapidtoernooi voor vrouwen op de World Mind Sports Games in Beijing.
- In 2011 werd ze tweede bij de vrouwen in het Europees kampioenschap schaken.
- In 2012 werd ze tweede op het WK schaken voor vrouwen, in de finale verloor ze in de tiebreak van Anna Oesjenina.
- In 2012 won Stefanova het wereldkampioenschap rapidschaak voor vrouwen.[12]

## Partij
Stefanova - Vasilzeva (jeugdkampioenschap Europa 1992)

1.d4 d5 2.Pf3 c5 3.g3 Pc6 4.Lg2 cxd4 5.Pxd4 e5 6.Pxc6 bxc6 7.c4 Pf6 8.cxd5 cxd5 9.Pc3 Le6 10.Lg5 d4 11.Pe4 Tb8 12.0-0 Le7 13.Da4+ Dd7 14.Pxf6+ gxf6 15.Lc6 fxg5 16.Lxd7+ Lxd7 17.Dxa7 Txb2 18.Tfb1 Txb1 19.Txb1 Ld8 20.Tb8 f6 21.Dc7 Ke7 22.Dc5+ Ke6 23.a4 (diagram) (1 - 0)